# Dinstorf
Dinstorf ist ein Gemeindeteil des Ortsteiles Brase der Stadt Neustadt am Rübenberge in der Region Hannover in Niedersachsen.

## Lage
Das Dorf liegt westlich der Leine an der L 191.

## Geschichte
Erste urkundliche Erwähnung findet das Dorf unter dem Namen Denstorpe im Jahr 1250. Im Jahr 1260 wird für den Ort unter der Bezeichnung Dinstorpe eine Hufe verzeichnet, die dem Haupthof in Dudensen zehntpflichtig sei. Um das Jahr 1300 wird Eilbert Stetteringe als Höriger des Grafen Gerhard von Hoya genannt. Später gehörte der Ort zur Vogtei Mandelsloh. Das Erbregister der Stadt Neustadt von 1620 nennt drei dienstpflichtige Meier und vier Kötner. Der Korn- und Fleischzehnte war an das Kloster Mariensee abzuführen. Für das Jahr 1848 werden für das Dorf unter dem Namen Dienstorf in sechs Wohngebäuden 57 Einwohner verzeichnet. 1928 wurde Dinstorf nach Brase eingemeindet.

## Politik

### Ortsrat
Der gemeinsame Ortsrat von Mandelsloh, Amedorf, Brase/Dinstorf, Evensen, Lutter, Niedernstöcken, Stöckendrebber und Welze setzt sich aus drei Ratsfrauen und acht Ratsherren zusammen. Im Ortsrat befinden sich zusätzlich 19 beratende Mitglieder.
Sitzverteilung:
- SPD: 4 Sitze
- CDU: 3 Sitze
- UWG-NRÜ: 3 Sitze
- Piraten: 1 Sitz

(Stand: Kommunalwahl 11. September 2016)

### Ortsbürgermeister
Der Ortsbürgermeister ist Günter Hahn (UWG NRÜ). Sein Stellvertreter ist Tillmann Zietz (CDU).

## Kultur und Sehenswürdigkeiten
Baudenkmale